# Basketball-Bundesliga 1981-1982
La Basketball-Bundesliga 1981-1982 è stata la 16ª edizione del massimo campionato tedesco occidentale di pallacanestro maschile. La vittoria finale è stata ad appannaggio del Saturn Colonia.

## Risultati

### Stagione regolare
|     | Squadra            | G  | V  | P  | PF   | PS   | Pt. | Qualificazione       |
| --- | ------------------ | -- | -- | -- | ---- | ---- | --- | -------------------- |
| 1.  | BSC Saturn Colonia | 18 | 13 | 5  | 1571 | 1398 | 26  | girone finale        |
| 2.  | ASC 1846 Gottinga  | 18 | 13 | 5  | 1381 | 1294 | 26  | girone finale        |
| 3.  | SSV Hagen          | 18 | 11 | 7  | 1327 | 1332 | 22  | girone finale        |
| 4.  | TuS 04 Leverkusen  | 18 | 10 | 8  | 1402 | 1337 | 20  | girone finale        |
| 5.  | USC Bayreuth       | 18 | 8  | 10 | 1442 | 1451 | 16  | girone finale        |
| 6.  | MTV 1846 Gießen    | 18 | 8  | 10 | 1446 | 1446 | 16  | girone finale        |
| 7.  | USC Heidelberg     | 18 | 8  | 10 | 1309 | 1326 | 16  | girone retrocessione |
| 8.  | MTV Wolfenbüttel   | 18 | 7  | 11 | 1473 | 1512 | 14  | girone retrocessione |
| 9.  | DTV Charlottenburg | 18 | 6  | 12 | 1295 | 1434 | 12  | girone retrocessione |
| 10. | TV 1862 Langen     | 18 | 6  | 12 | 1392 | 1508 | 12  | girone retrocessione |

### Girone retrocessione
|    | Squadra            | G  | V  | P  | PF   | PS   | Pt. | Qualificazione                         |
| -- | ------------------ | -- | -- | -- | ---- | ---- | --- | -------------------------------------- |
| 1. | MTV Wolfenbüttel   | 24 | 11 | 13 | 1965 | 1981 | 22  |                                        |
| 2. | DTV Charlottenburg | 24 | 10 | 14 | 1766 | 1886 | 20  |                                        |
| 3. | USC Heidelberg     | 24 | 10 | 14 | 1736 | 1756 | 20  | retrocesse in 2. Basketball-Bundesliga |
| 4. | TV 1862 Langen     | 24 | 8  | 16 | 1852 | 2007 | 16  | retrocesse in 2. Basketball-Bundesliga |

### Girone finale
|    | Squadra            | G  | V  | P  | PF   | PS   | Pt. |
| -- | ------------------ | -- | -- | -- | ---- | ---- | --- |
| 1. | BSC Saturn Colonia | 28 | 20 | 8  | 2352 | 2148 | 40  |
| 2. | ASC 1846 Gottinga  | 28 | 18 | 10 | 2131 | 2034 | 36  |
| 3. | SSV Hagen          | 28 | 18 | 10 | 2081 | 2048 | 36  |
| 4. | TuS 04 Leverkusen  | 28 | 15 | 13 | 2172 | 2111 | 30  |
| 5. | USC Bayreuth       | 28 | 11 | 17 | 2235 | 2273 | 22  |
| 6. | MTV 1846 Gießen    | 28 | 11 | 17 | 2196 | 2221 | 22  |

| Basketball-Bundesliga 1981-1982 |
| ------------------------------- |
| Saturn Colonia 2º titolo        |

## Formazione vincitrice
| N° | Naz.                      | Ruolo | Sportivo            |  | Alt. |  |
| -- | ------------------------- | ----- | ------------------- |  | ---- |  |
|    | Germania Ovest (bandiera) | C     | Klaus Zander        |  | 210  |  |
|    | Germania Ovest (bandiera) | A     | Michael Pappert     |  | 200  |  |
|    | Germania Ovest (bandiera) | P     | Holger Geschwindner |  | 192  |  |